# Heldrabach
Der Heldrabach (oder Heldra), im Ober- und Mittellauf auch Haselbach  (oder Hasel) genannt, ist ein etwa 11,1 km langer, rechter bzw. nordöstlicher Zufluss der Werra im Unstrut-Hainich-Kreis im westlichen Thüringen und im Werra-Meißner-Kreis im Nordosten von Hessen (Deutschland).

## Verlauf und Einzugsgebiet
Der Bach entspringt als Haselbach in Thüringen im Oberen Eichsfeld im Naturpark Eichsfeld-Hainich-Werratal. Sein Quellgebiet liegt beim zur Gemeinde Südeichsfeld zählenden Diedorf.
Im Ober- und Mittellauf fließt der Bach, der die nördlichen Wanfrieder Werrahöhen von der südlichen Falkener Platte trennt, entlang der Landesstraße 1019 nach und durch das Dorf Wendehausen, das auch zur Gemeinde Südeichsfeld gehört.
Am daran anschließenden thüringischen Bereich seines Unterlaufs schuf das Fließgewässer ein knapp 300 m breites Durchbruchstal zwischen den Mainzer Köpfen (447 m ü. NN) im Norden, dem Töpferberg (290,3 m ü. NN) im Südwesten und dem Berg Adolfsburg (378,7 m ü. NN) im Südosten. Wo sich das Bachtal zum Werratal hin öffnet befanden sich, etwa 300 m von der thüringisch-hessischen Grenze entfernt, das Gut Kleintöpfer und die gleichnamige Ziegelei. Grenznah standen auf thüringischer Seite die Wassermühle Kleintöpfer und auf hessischer Seite die Feldmühle; beides waren Mahlmühlen. Die davon in Thüringen befindlichen Bauten, die zur Stadt Treffurt im Wartburgkreis gehörten, wurden aufgrund Anordnung durch die DDR im Jahr 1964 abgerissen.
Nach Kreuzen der Landesgrenze und Verlassen des Naturparks Eichsfeld-Hainich-Werratal fließt der Bach – von nun an im hessischen Teil seines Unterlaufs Heldrabach genannt – entlang der L 3244. Danach unterquert er die Bundesstraße 250 und den Werratal-Radweg, um nach Durchfließen des zu Wanfried gehörenden Dorfs Heldra auf etwa 168 m ü. NN in die Werra zu münden. Seiner Mündung südsüdwestlich gegenüber erhebt sich jenseits der Werra der Berg Heldrastein (503,8 m ü. NN), von dessen Aussichtsturm der Blick unter anderem in Richtung des Heldrabachtals fällt.
Das Einzugsgebiet des Heldrabachs ist 25,598 km² groß.